# Edgardo Goás
Edgardo Goás García (San Juan, 27 gennaio 1989) è un pallavolista portoricano, palleggiatore dei Mets de Guaynabo.

## Carriera

### Club
La carriera di Edgardo Goás inizia a livello scolastico con la squadra del Colegio Marista. Per motivi di studio si trasferisce negli Stati Uniti d'America, dove gioca nella NCAA Division I per la Penn State: dopo aver saltato la prima stagione, gioca dal 2009 al 2012, raggiungendo sempre la Final Four ed arrivando fino alla finale del 2010; durante i quattro anni coi Nittany Lions viene inserito due volte nell'All-America Second Team.
Fa il suo esordio da professionista nella Liga de Voleibol Superior Masculino portoricana, giocando la stagione 2012-13 coi Capitanes de Arecibo, aggiudicandosi lo scudetto, venendo anche premiato come MVP dell'All-Star Game, miglior palleggiatore e miglior esordiente; al termine degli impegni con club va a giocare nella Lentopallon Mestaruusliiga per il finale di stagione, aggiudicandosi nuovamente lo scudetto col Kokkolan Tiikerit e venendo premiato come miglior palleggiatore.
Nell'annata 2013-14 gioca nella Vysšaja Liga bielorussa col Budaŭnik Minsk, aggiudicandosi la Coppa di Bielorussia lo scudetto. Nella stagione seguente torna a giocare coi Capitanes de Arecibo, vincendo nuovamente lo scudetto. Terminati gli impegni in patria, va a giocare nel gennaio 2015 in Turchia col Tokat, in serie cadetta.
Nel campionato 2015 torna ancora una volta ai Capitanes de Arecibo. Nel campionato seguente, a causa della mancata iscrizione della sua franchigia, approda agli Indios de Mayagüez; al termine degli impegni in patria, firma per la seconda parte dell'annata con la formazione turca del Konya BB, impegnata nel Voleybol 1. Ligi.
Nella stagione 2017-18 si trasferisce in Polonia, dove veste la maglia del Łuczniczka Bydgoszcz, in Polska Liga Siatkówki; al termine degli impegni con la formazione polacca, torna a giocare in patria coi Mets de Guaynabo nella stagione 2018, conquistando due scudetti consecutivi. Dopo la cancellazione del campionato portoricano nel 2020, torna il campo coi Capitanes de Arecibo per disputare la Liga de Voleibol Superior Masculino 2021: con il trasferimento della sua franchigia a Corozal, nell'annata seguente approda invece ai Plataneros de Corozal.
Fa in seguito ritorno ai Mets de Guaynabo nella Liga de Voleibol Superior Masculino 2023.

### Nazionale
Nel 2011 debutta nella nazionale portoricana. Conquista la sua prima medaglia vincendo il bronzo al campionato nordamericano 2015. In seguito si aggiudica la medaglia d'argento alla Coppa panamericana 2017 e quella d'oro ai XXIII Giochi centramericani e caraibici.

## Palmarès

### Club
- Campionato portoricano: 4

2012-13, 2014, 2018, 2019
- Campionato finlandese: 1

2012-13
- Campionato bielorusso: 1

2013-14
- Coppa di Bielorussia: 1

2013-14

### Nazionale (competizioni minori)
- Coppa panamericana 2017
- Giochi centramericani e caraibici 2018

### Premi individuali
- 2009 - All-America Second Team
- 2011 - All-America Second Team
- 2013 - Liga de Voleibol Superior Masculino: MVP dell'All-Star Game
- 2013 - Liga de Voleibol Superior Masculino: Miglior palleggiatore
- 2013 - Liga de Voleibol Superior Masculino: Miglior esordiente
- 2013 - Liga de Voleibol Superior Masculino: All-Star Team
- 2013 - Lentopallon Mestaruusliiga: Miglior palleggiatore
- 2017 - Coppa panamericana: Miglior palleggiatore